# Thrypticomyia tinianensis
Thrypticomyia tinianensis är en tvåvingeart som först beskrevs av Alexander 1972.  Thrypticomyia tinianensis ingår i släktet Thrypticomyia och familjen småharkrankar. Inga underarter finns listade i Catalogue of Life.